# Contea di Longxi
La contea di Longxi (陇西县S) è una contea della Cina, situata nella provincia del Gansu.